# Myiophobus
Myiophobus – rodzaj ptaków z podrodziny wodopławików (Fluvicolinae) w rodzinie tyrankowatych (Tyrannidae).

## Występowanie
Rodzaj obejmuje gatunki występujące w Ameryce Środkowej i Południowej.

## Morfologia
Długość ciała 11–12,7 cm; masa ciała 7,1–17 g.

## Systematyka

### Etymologia
Myiophobus: gr. μυια muia, μυιας muias „mucha”; φοβος phobos „terror, strach, panika”.

### Podział systematyczny
Do rodzaju należą następujące gatunki:
- Myiophobus fasciatus (Statius Müller, 1776) – tyranka smugowana
- Myiophobus crypterythrus (P.L. Sclater, 1861) – tyranka szarawa
- Myiophobus rufescens (Salvadori, 1864) – tyranka rdzawa
- Myiophobus cryptoxanthus (P.L. Sclater, 1861) – tyranka kreskowana